# Dacus xanthopus
Dacus xanthopus är en tvåvingeart som beskrevs av Mario Bezzi 1924. Dacus xanthopus ingår i släktet Dacus och familjen borrflugor. Inga underarter finns listade i Catalogue of Life.